# Franck Gilard
Pour les articles homonymes, voir Gilard.
Franck Gilard est un homme politique français, né le 1er novembre 1950 à Riaillé (Loire-Atlantique).

## Biographie
Franck Gilard est maître en droit et diplômé de l'Institut d'études politiques de Paris. Il a été « formé dans les réunions du Club de l'horloge ».
Ancien collaborateur de René Tomasini et d'Alain Pluchet, Franck Gilard est élu député le 16 juin 2002, dans la 5e circonscription de l'Eure. Il est réélu le 17 juin 2007 et le 17 juin 2012. Il ne se représente pas en 2017.
À l’Assemblée nationale, Franck Gilard est membre du groupe UMP puis LR, et siège au sein de la commission des Affaires économiques et de la commission spéciale chargée de vérifier et d'apurer les comptes.

## Détail des mandats et fonctions
- Conseiller municipal et maire :
  - 14/03/1983 - 19/03/1989 : adjoint au maire de La Roquette
  - 20/03/1989 - 18/06/1995 : adjoint au maire de La Roquette
  - 19/06/1995 - 2008 : maire des Andelys
- Conseiller général :
  - 23/03/1998 - 09/07/2002 : conseiller général de l'Eure
- Mandats intercommunaux :
  - Vice-président de la communauté de communes des Andelys et de ses Environs de 2002 à 2008
- 19/06/2002 au 20/06/2012 : député pour l'Eure (5e circonscription)

Franck Gilard a été également président du Conseil national des déchets et administrateur de l'ADEME.